# Robert Mallet-Stevens

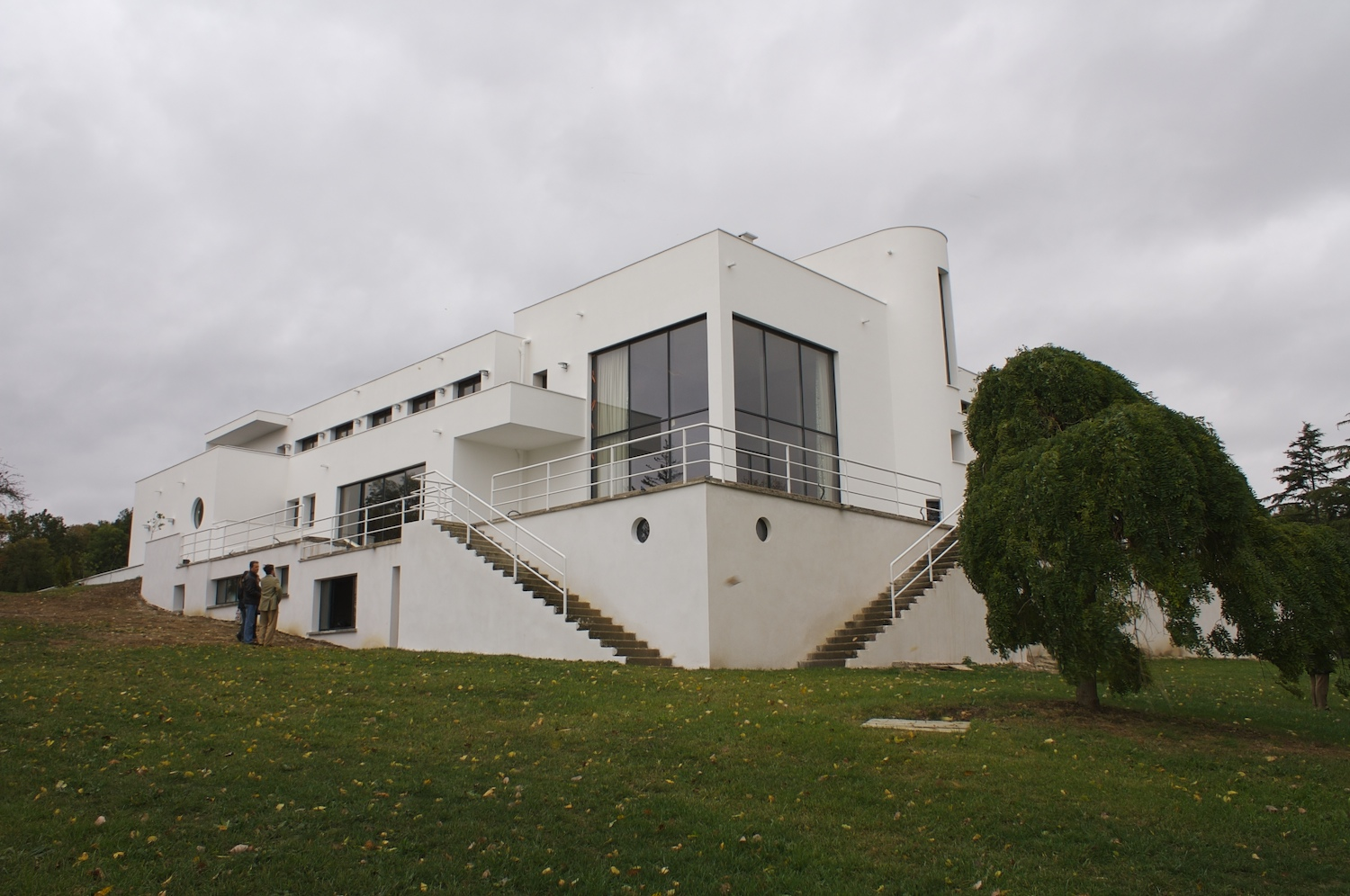
Villa Paul Poiret, 1921-1923

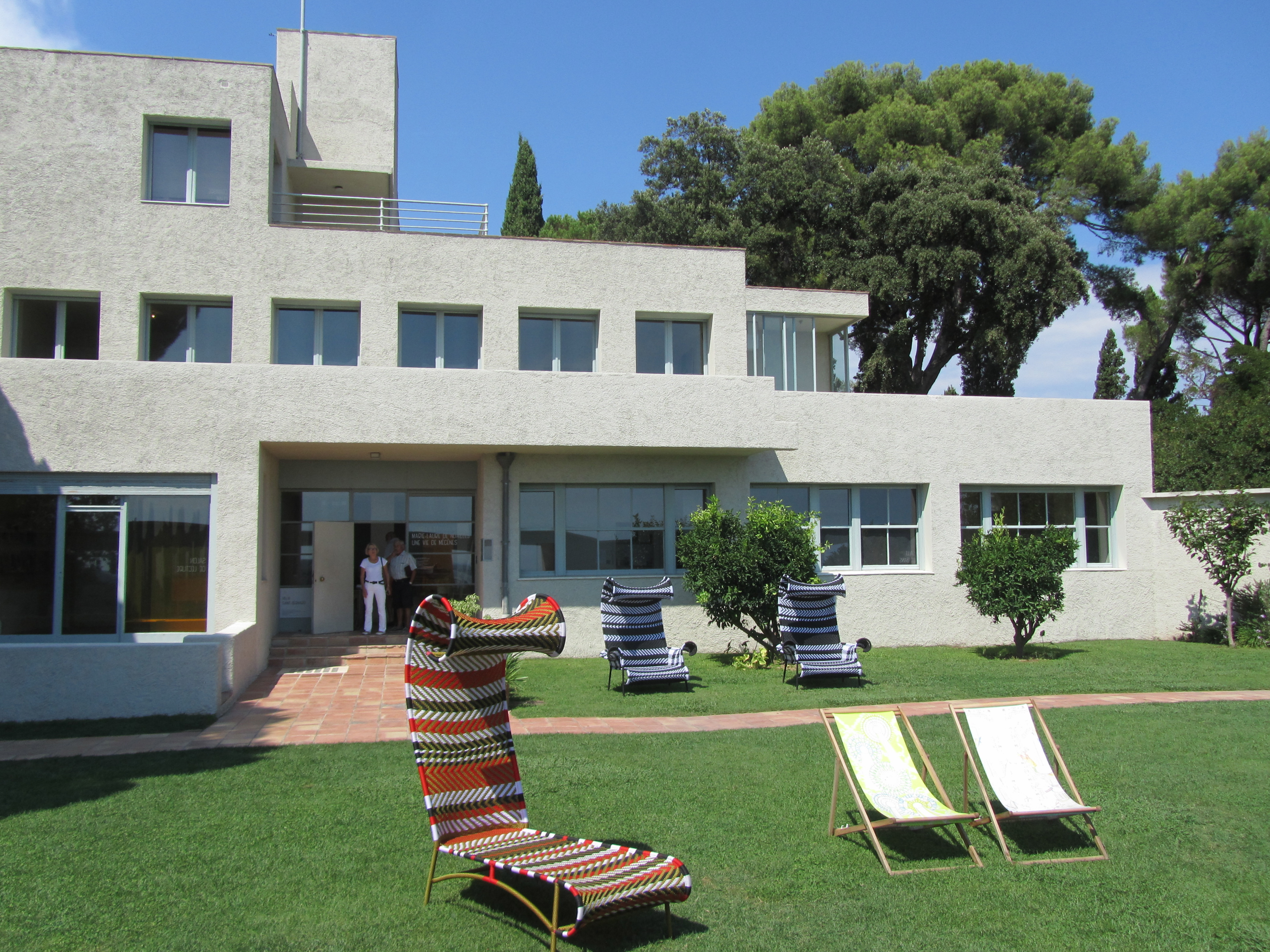
Villa Noailles

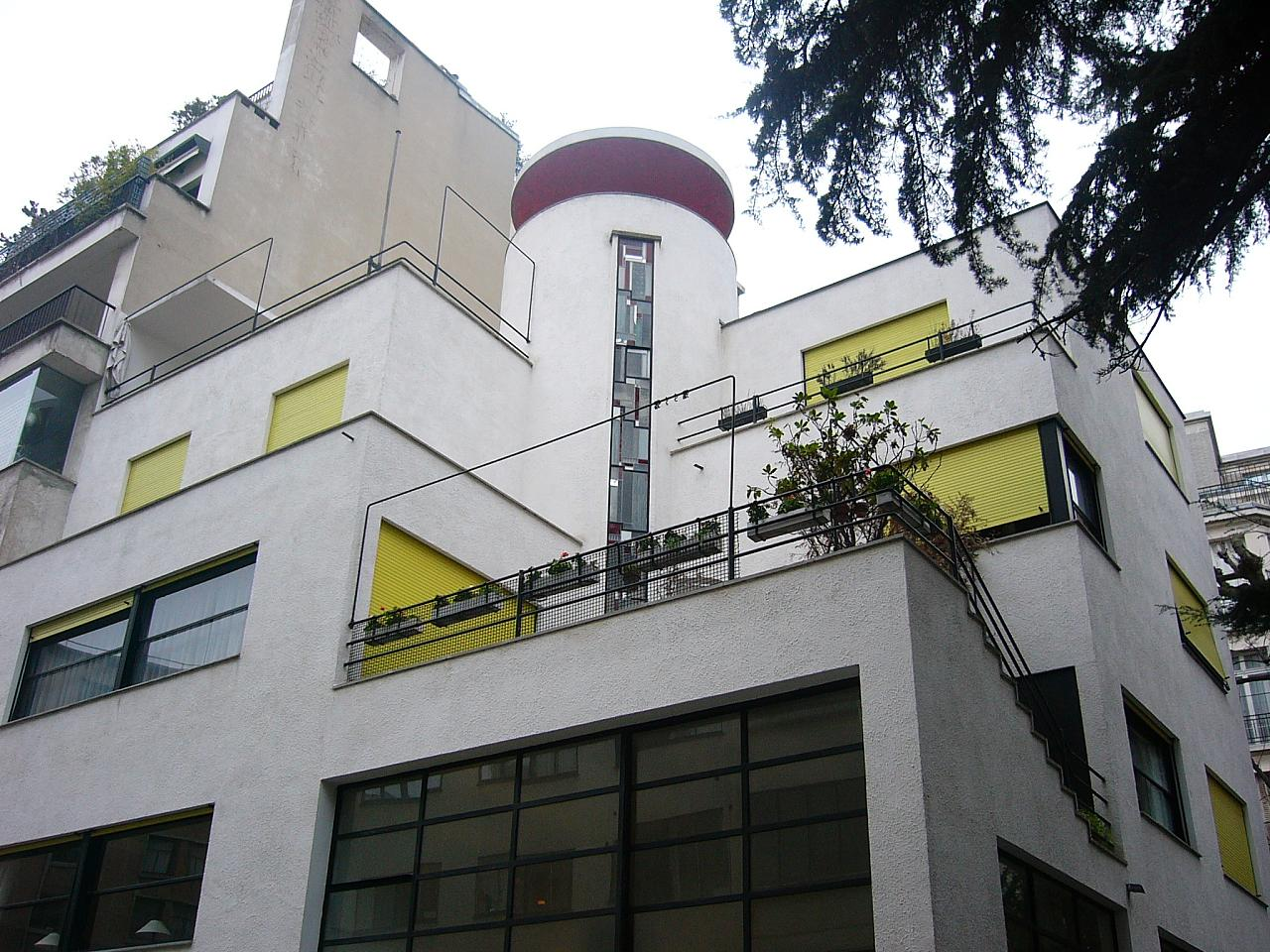
Hôtel Martel rue Mallet-Stevens, 1926-1927

Robert Mallet-Stevens (n. 24 martie 1886, Paris, Île-de-France, Franța – d. 8 februarie 1945, Paris, Île-de-France, Franța) a fost un influent arhitect si designer francez. 

## Biografie
Mallet-Stevens s-a născut la Paris într-o casă numită Maison-Laffitte (proiectată de François Mansart în secolul al XVII-lea). Tatăl său și bunicul său erau colecționari de artă din Paris și Bruxelles. El a primit pregătirea formală la École Spéciale d'Architecture din Paris, timp în care a scris Guerande despre relațiile dintre diferitele forme de artă.

## Cariera
In 1924, Mallet-Stevens a publicat o revistă intitulată La Gazette Des 7 Arts și, în același timp, cu ajutorul lui Ricciotto Canudo, a fondat Club des amis du 7ème art. O strada din Paris, aflată în arondismentul 16, Rue Mallet-Stevens, a fost construită de el în anii 1920 și are șase case proiectate de el.
Un portofoliu de 32 de modele Mallet-Stevens a fost publicat sub titlul Une Cite Moderne în 1922. Pe lângă proiectarea magazinelor, a fabricilor, a unei stații de pompieri în Paris, a blocurilor de locuințe, a locuințelor private și a interioarelor, el a fost unul dintre primii arhitecți care și-a manifestat interesul în cinematografie. El a proiectat platouri de filme și designul său pentru filmul silențios al lui Marcel L'Herbier L'Inhumaine (1924) este considerat o capodoperă.
În 1929, fotograful și regizorul surrealist, Man Ray, a realizat un film inspirat de designul său pentru clădirilea "Villa Noailles", intitulat "Misterele de la Château de Dé".
În timpul carierei sale, el a adunat o echipă de artizani și meșteșugari care au lucrat cu el: designeri de interior, sculptori, sticlari, specialiști în iluminat și fierari. Un exemplu al firii sale organizatorice este oferit de Union des Artistes Moderne (UAM), formată în 1929 de un grup de 25 de disidenți ai Société des Artistes-Décorateurs (SAD) și prezidat de Mallet-Stevens.

## Moștenire
Mallet-Stevens a dorit ca arhivele sale să fie distruse la moartea sa. Dorințele lui au fost onorate și arhitectul a căzut în uitare. O expoziție franceză a desenelor, modelelor și lucrărilor sale la Centre Pompidou în 2005 a stârnit interesul publicului pentru contribuțiile sale.

## Clădiri și proiecte
- Villa Paul Poiret (1921–1923), Mézy-sur-Seine
- Villa Noailles (1923–1928), Hyères
- Villa Cavrois (1929–1932), Croix
- Rue Mallet-Stevens (1927), Paris:[6]
  - Villa Allatini, Rue Mallet-Stevens 5[7]
  - Villa de Daniel Dreyfuss, Rue Mallet-Stevens 7[8]
  - Villa Reifenberg, Rue Mallet-Stevens 8[9]
  - Villa des Frères Martel, Rue Mallet-Stevens 10[10]
  - Villa Mallet-Stevens, Rue Mallet-Stevens 12[11]
- Garage Alfa Romeo, Rue Marbeuf, Paris
- House of Louis Barillet, Square Vergennes 15, Paris[12]
- Caserne des Pompiers (firestation, 1935), rue Mesnil 8, Paris[13]